# Cinquena Croada
La Cinquena Croada (1217-1221) fou un intent de reprendre Jerusalem i la resta de Terra Santa derrotant en primer lloc la poderosa dinastia aiúbida d'Egipte.

## Reclam a la croada
La primavera del 1213 el papa Innocenci III promulgà la butlla papal Quia maior, amb què cridava a tota la cristiandat a unir-se en una nova croada. Inicialment, els reis europeus, ocupats amb les seves pròpies lluites no acudiren a la crida. En el Concili del Laterà IV del 1215 es tractà el tema de la recuperació de Terra Santa, entre altres assumptes. Innocenci pretenia que la croada estigués dirigida pel poder papal, per evitar les desviacions que havia tingut la Quarta Croada.
Aquesta croada no va tenir gran seguiment entre els cavallers francesos, però no així a Alemanya, on l'emperador Frederic II intentà unir-se a la croada, fet que segurament anava contra els desitjos d'Innocenci, ja que el monarca germànic era aleshores el gran enemic papal. El conflicte finalitzà l'any 1216 amb la mort d'Innocenci quan el seu successor, Honori III, impedí a Frederic III que s'unís a la croada, però permeté fer-ho a Leopold VI el Gloriós d'Àustria i Andreu II d'Hongria, comandant l'exèrcit croat.

## Campanya militar
Arribaren a Acre, el 1217 on s'uniren a Joan de Brienne regent del Regne de Jerusalem, Hug I de Xipre i el príncep Bohemon IV d'Antioquia per combatre la dinastia aiúbida a Síria. El 1218 arribà un nou exèrcit comandat per Oliver de Colònia, que juntament amb Leopold i Joan de Brienne, decidí atacar el port egipci de Damiata. El setge fou llarg i dur, i va costar la vida de molts croats i musulmans, entre ells la del mateix soldà Al-Àdil I, però finalment aconseguiren conquistar-la el 1219. Tot seguit, començaren les disputes entre els cristians pel control de la ciutat.
Aquestes disputes i la falta d'ajuda per part de l'emperador alemany, endarreriren la continuació de la campanya fins al 1221, any en què els croats van marxar cap al sud, en direcció al Caire. Per aleshores, el nou soldà Al-Kàmil ibn al-Àdil ja havia reorganitzat les seves tropes, fet que unit a la inundació del Nil, acabà amb l'exèrcit croat, el qual s'acabà rendint.

## Resultat
La rendició suposà el retorn de Damiata a mans del soldà Al-Kàmil ibn al-Àdil, el qual acceptà un acord de pau de vuit anys de duració. Fou per tant una croada inútil, que amb penes i treballs alterà l'equilibri de poders entre cristians i musulmans.